# Dypsis lokohoensis
Dypsis lokohoensis – gatunek palmy z rzędu arekowców (Arecales). Występuje endemicznie na Madagaskarze, w prowincji Toamasina. Można go spotkać między innymi w Parku Narodowym Marojejy. Znane są tylko 2-5 jego naturalne stanowiska.
Rośnie w bioklimacie wilgotnym.